# Colegiul Național „Ion C. Brătianu” din Pitești
Colegiul Național „Ion C. Brătianu” este un liceu din Pitești, județul Argeș, România. Se află pe Strada Armand Călinescu, nr. 14.

## Date istorice
Un eveniment important din istoria orașului Pitești a fost înființarea „Gimnaziului teoretic” la 6 septembrie 1866, cunoscut o perioadă sub denumirea de Liceul „Nicolae Bălcescu”, astăzi Colegiul Național „Ion C. Brătianu”.  În anul școlar 1873 - 1874, gimnaziul a funcționat cu toate cele 4 clase și cu un număr de 6 profesori (4 plătiți de stat și 2 de județ). De la 1 aprilie 1877, plata tuturor profesorilor a fost făcută din bugetul statului (9 profesori).
În anul 1894, în urma unor numeroase intervenții adresare ministerului de către profesorii gimnaziului, autorități și o serie de cetățeni din Pitești, gimnaziul s-a transformat în liceu, înființându-se clasa a V-a, iar în următorii ani și celelalte clase.
În anul 1897 s-a pus piatra fundamentală a localului propriu care s-a dat în folosință în anul 1899. Întregul ansamblu de clădiri s-a construit pe cheltuiala Ministerului Instrucțiunii Publice, directorul liceului în această perioadă fiind profesorul de geografie cu studii la Paris, Nae Gh. Dumitrescu. Corpul principal de clădire realizat în stilul arhitecturii tradiționale românești după planurile arhitectului C. Al. Băicoianu, se numără printre cele mai impunătoare construcții din municipiul Pitești.
La 26 octombrie 1899, noul local al liceului (corpul principal, casa directorului în care se află astăzi Secretariatul și celelalte anexe) a fost recepționat în prezența constructorului Cretzianu.
În anul 1898, Colegiul a primit numele lui „Ion C. Brătianu” - revoluționarul de la 1848 și cunoscutul om de stat de mai târziu, care se născuse aici în anul 1821.

## Foști elevi ai Colegiului Național „Ion C. Brătianu” - personalități de ieri și azi

### Personalități de ieri
- CONSTANTIN CHRISTESCU (1881) - general de armată, eroul de la Mărășești din 1917.
- COSTIN PETRESCU (1891) - pictor, autorul marii fresce de la Ateneul Român, profesor de pictură murală la Școala Națională de Bele-Arte din Lyon.
- ION MINULESCU (1897) - poet.
- GEORGE VÂLSAN (1899) - poet, prozator, etnograf și geograf; primul doctor în geografie din România, fondatorul etnografiei românești.
- RUDOLF SCHWEITZER-CUMPĂNA (1901) - pictor și grafician, maestru emerit al artei.
- GEORGE ULIERU (1903) - medic și scriitor.
- ION TRIVALE (IOSIF NETZLER) - critic literar, căzut pe front în 1916.
- ARMAND CĂLINESCU (1912) - prim-ministru al României 1938-1939.
- DAN BARBILIAN (ION BARBU) - matematician și poet.
- TUDOR TEODORESCU - BRANIȘTE (1918) - ziarist și prozator.
- VLADIMIR STREINU (N. IORDACHE) (1920) - critic literar.
- NICOLAE BRÂNZEU (1926) - compozitor, dirijor al Filarmonicii din Arad. Laureat al premiului pentru compoziție George Enescu.
- GHEORGHE MARINESCU (1941) - medic specialist în inframicrobiologie, laureat al Academiei Franceze de Medicină, autor a numeroase lucrări științifice.
- CONSTANTIN BĂLĂCEANU STOLNICI (1941) - academician, specialist în cibernetică, neurologie, gerontologie.
- MARIUS IOSIFESCU (1954) - matematician, doctor docent în științe, membru al Academiei Române.
- DUMITRU CONSTANTIN DULCAN (1956) - medic neuropsihiatru, savant de recunoaștere internațională.
- EMIL CONSTANTINESCU (1956) - profesor universitar, președinte al României în perioada 1996-2000.
- CAROL CORBU - maestru emerit al sportului, multiplu campion național, medaliat cu aur, argint și bronz la campionatele europene[3].
- ION A. ANGELESCU - redactor la Academia Comercială București.
- NICOLAE BĂNESCU - academician.
- MIRCEA PENESCU (1970) - profesor universitar doctor, Directorul Spitalului Clinic de Nefrologie Alexandru Davila, București.
- ION SĂLIȘTEANU - pictor.
- SORIN ILFOVEANU - pictor, decan la Academia de Artă.
- VIRGIL TEMPEANU - profesor universitar București, membru corespondent al Academiei din Munchen.
- LEON TEODORESCU - profesor universitar, primul doctor din România în științe ale educației fizice și sport, rector al Academiei Naționale de Educație Fizică și Sport.

### Personalități de azi
La Colegiul Național „Ion C. Brătianu” au studiat elevi de elită care au câștigat premii la olimpiadele internaționale și au studiat la cele mai prestigioase universități din lume. După studii, mulți și-au luat doctoratul la universități de top mondial și au ajuns să predea sau să lucreze, majoritatea în S.U.A. Iată câteva: 
- Raul Horia Rădulescu - Medalia de argint la Olimpiada Internațională de Fizică, 1981. Universitatea Texas din Austin, S.U.A.
- Silviu Ștefan Pufu - Medalia de bronz la Olimpiada Internațională de Fizică 2001, argint 2002 și aur 2003. Profesor la Universitatea Princeton, S.U.A.
- Cristian Proistosescu - Medalia de argint în 2004 și Medalia de aur în 2005 la Olimpiada Internațională de Fizică. Premiul II La Olimpiada Internațională Pluridisciplinară, Yakutia, Rusia, 2003. Universitatea Princeton, doctoratul la Harvard, unde predă din 2009.
- Andrei Constantin - Medalia de argint la Olimpiada Internațională de Fizică 2003, aur 2004, argint 2005. Premiul III la Olimpiada Internațională Pluridisciplinară, Yakutia, Rusia, 2002.
- Ciprian Manolescu - Medalia de aur la Olimpiada Internațională de Matematică, de trei ori consecutiv: 1995, Canada, 1996, India, 1997, Argentina, cu punctaj maxim. De trei ori medalia de aur la Balcaniada de Matematică. A absolvit cu Magna cum laude Universitatea Harvard, unde și-a luat și doctoratul, în 2004. Tot la Harvard a câștigat numeroase concursuri internaționale. La ora actuală, el predă la UCLA, în California.
- Mihai Horia Tohăneanu - Medalia de argint la Olimpiada Internațională de Matematică. Medalie de aur la Balcaniada de Matematică. A absolvit Darmouth College în S.U.A., și-a luat doctoratul la Universitatea Berkeley în 20009, iar acum predă matematica la Purdue University, în statul american Indiana și la Johns Hopkins University[4].
- Liviu Suciu - premiul I la Balcaniada de Matematică, 1986. Doctoratul la Universitatea Pennsylvania. Acum lucrează la o companie din New York.
- Paula Enache - Medalie de bronz la Olimpiada Internațională de Biologie 2010, locul III 2011.
- Alexandra Crai - Premiul I la Olimpiada Internațională de Limba și Literatura Română 2010, locul III 2011.
- Iagăru Dina - Sorin Marian - Premiul I la Olimpiada de Limba și Literatura Română, 2011. Medalia de bronz la Concursul Internațional de Matematică și Literatură, 2011.
- Cosmina-Andreea Manea - Medalia de aur la Olimpiada Internațională de Geografie 2013. Medalia de Aur și Locul I pe echipe la Olimpiada Internațională de Chimie.
- Titus Teodorescu - studii postdoctorale la Minessota University, profesor la Oklahoma State University și la College of New Jersey S.U.A.
- Liviu Ilinca - asistent la Rutgers University, în statul american New Jersey.
- Tiberiu Dondera - studii universitare și postuniversitare la Politehnica din București, Universitatea Claude Bernard din Lyon și Ecole polytechnique federale din Lausanne. În prezent, locuiește la Paris, este CEO la firma ProNET Consulting și consultant la firma Mediaplazza.
- Anca Tohăneanu - A absolvit Dartmouth College, ca și fratele ei, tot acolo luându-și și doctoratul. În prezent lucrează la New York la J.P. Morgan, cea mai mare bancă din S.U.A. și, de asemenea, cea mai mare companie publică din lume.
- Alina Nedea - Masterat la Universitatea Sorbona din Paris, vorbește șase limbi străine, expertă în drept comunitar, avocat în Bruxelles și Madrid, iar acum lucrează la Strasbourg pentru Uniunea Europeană, la oficiul Ombudsmanului European. În 2009, cel mai important ziar de limbă spaniolă din lume - El Mundo - a prezentat într-un articol sugestiv adresa elitelor românești din Spania[5].

## Corala Brătianu
Corala Colegiului Național I„on C. Brătianu” a fost creată în anul 2006 de către profesor și dirijor Maria Cosmescu. Repertoriul coralei este alcătuit din cântece folclorice, patriotice, religioase, precum și din lucrările unor compozitori celebri. Corul a participat la numeroase festivaluri și concursuri naționale și internaționale, unde, de fiecare dată, a primit premii și medalii. Dintre acestea, se remarcă Festivalul Internațional de Muzică Corală D.G. Kiriac, la care corul a fost invitat în fiecare an, începând cu anul 2006. De asemenea, în 2008, la Festivalul Internațional de Muzică Corală Antonio Vivaldi corul colegiului a obținut de două ori premiul II și două medalii de argint, iar la Festivalul de datini și obiceiuri de Crăciun și Anul Nou Florile dalbe a primit premiul I în fiecare an. La Festivalul Internațional de Muzică Religioasă și Cântece de Crăciun a obținut medalia de bronz. În anul 2010 a obținut medalia de bronz la Festivalul Internațional de Crăciun cu premiul PetrEben, din Praga, iar în 2012 a participat la Festivalul de colinde din Belgrad. În primăvara anului 2013 a primit premiul I la reuniunea corurilor din Argeș, premiul I la etapa regională a Olimpiadei Naționale de Muzică Corală, iar în noiembrie, medalia de bronz la Festivalul Internațional de Crăciun cu premiul PetrEben, din Praga, iar în anul 2014 la Festivalul Internațional Gheorghe Cucu de la Slatina, Corala a primit premiul de excelență și invitația din partea reprezentantei UNESCO din Grecia și a Corului Semeli (Atena) de a participa la unul dinte Festivalul Internațional de Crăciun cu premiul PetrEben din Praga, iar în 2012 a participat la Festivalul de colinde din Belgrad. În primăvara anului 2013 a primit premiul I la reuniunea corurilor din Argeș, premiul I și același premiu și la faza regională, la Târgoviște. Corala Brătianu a fost prezentă la toate fazele naționale ale Olimpiadei Naționale Corale, obținând în anul 2015 la Oradea diploma de excelență. În urma rezultatelor obținute, Corala Brătianu este una dintre formațiile corale care a cântat în Festivalul Internațional de muzică corală „D.G. Kiriac” - 2015, Pitești.

## Biblioteca „Gheorghe Ionescu-Gion” din cadrul Colegiului Național „Ion C. Brătianu”
Biblioteca „Gheorghe Ionescu-Gion” din cadrul Colegiului Național „Ion C. Brătianu” a fost înființată în anul 1878 într-o sală de clasă, prin implicarea Paraschivei Ștefu Nicolau, care a decis să facă o investiție, donând prin testament suma de 200 de galbeni, punând astfel piatra de temelie a primei biblioteci publice. La începuturile sale, Biblioteca a fost adăpostită într-una dintre camerele gimnaziului din localitate (unica în acea vreme). Pe atunci, fondul bibliotecii număra 230 de cărți, crescând progresiv prin donații, printre care cele mai numeroase făcute de Alex. Vericeanu (5.000 de lei în 1902, din care fost cumpărate cărți de la Paris, Viena, Roma) și de Gheorghe Ionescu-Gion. În 1904, Ana Ciupagea, soția lui Ionescu-Gion, a donat peste 1.000 de volume din biblioteca personală, în limbile română, franceză și italiană.
Pe parcursul anilor, fondul bibliotecii a crescut, ajungând în momentul de față la aproape 36.000 de volume.

## Muzeul memorial al Colegiului Național „Ion C. Brătianu”
Muzeul Colegiului Național Ion C. Brătianu a fost înființat din inițiativa profesorului de limba și literatura română Marin Manu Bădescu. 
Decizia pentru înființarea acestui muzeu poartă nr. 269 din 23 mai 1976 și este semnată de profesorul Alexandru Doagă, directorul școlii în acea perioadă. 
Printre obiectele expuse în muzeu se află și câteva portrete (pictură pe pânză în ulei) ale foștilor directori, lucrate de profesorul de desen Atanasie Iliescu, primele cinci numere ale revistei Junimea, apărute în anul 1908, două numere ale revistei Trivalea (1935,1936), colecția revistei Mlădițe (1966-1978), colecția revistei Junimea - serie nouă, care a apărut până în anul 2008, Revista Catedrei de Limba și Literatura Română, numeroase fotografii și documente, două viori, o violă și un violoncel. Instrumentele muzicale au fost lucrate de profesorul de biologie Remulus Macarie. Au fost apreciate atât în țară, cât și în străinătate. Pe una din viori a concertat marele compozitor George Enescu.  
În muzeu se află, de asemenea, lucrări ale foștilor elevi și profesori precum Virgil Tempeanu, Ion Minulescu, Vladimir Streinu etc., dar și ale profesorilor de azi: Mona Maria Vâlceanu, Lucian Costache, Iudita Dodu Ieremia, Constantin Vărășcanu, Iulian Untaru ș.a. Zestrea muzeului este scoasă în evidență prin lucrările profesorului N. Apostolescu,specialist în materie de istorie și critică literară. N. Apostolescu, este cel care a avut sarcina de secretar al consiliului, pentru ridicarea bustului lui G. Ionescu-Gion, ca omagiu pentru donarea bibliotecii sale Colegiului.   
Printre cei care s-au ocupat de dotarea acestui muzeu, a fost și profesorul de limba și literatura română Constantin Fulgeanu, fost elev al profesorului M.M. Bădescu. A fost cel care a condus activitatea muzeului între anii 1978-1998. În prezent, custodele muzeului este profesorul Lucian Costache, care a completat fondul de obiecte, cărți, documente etc. legate de viața Colegiului.   